# 历史商人大厅

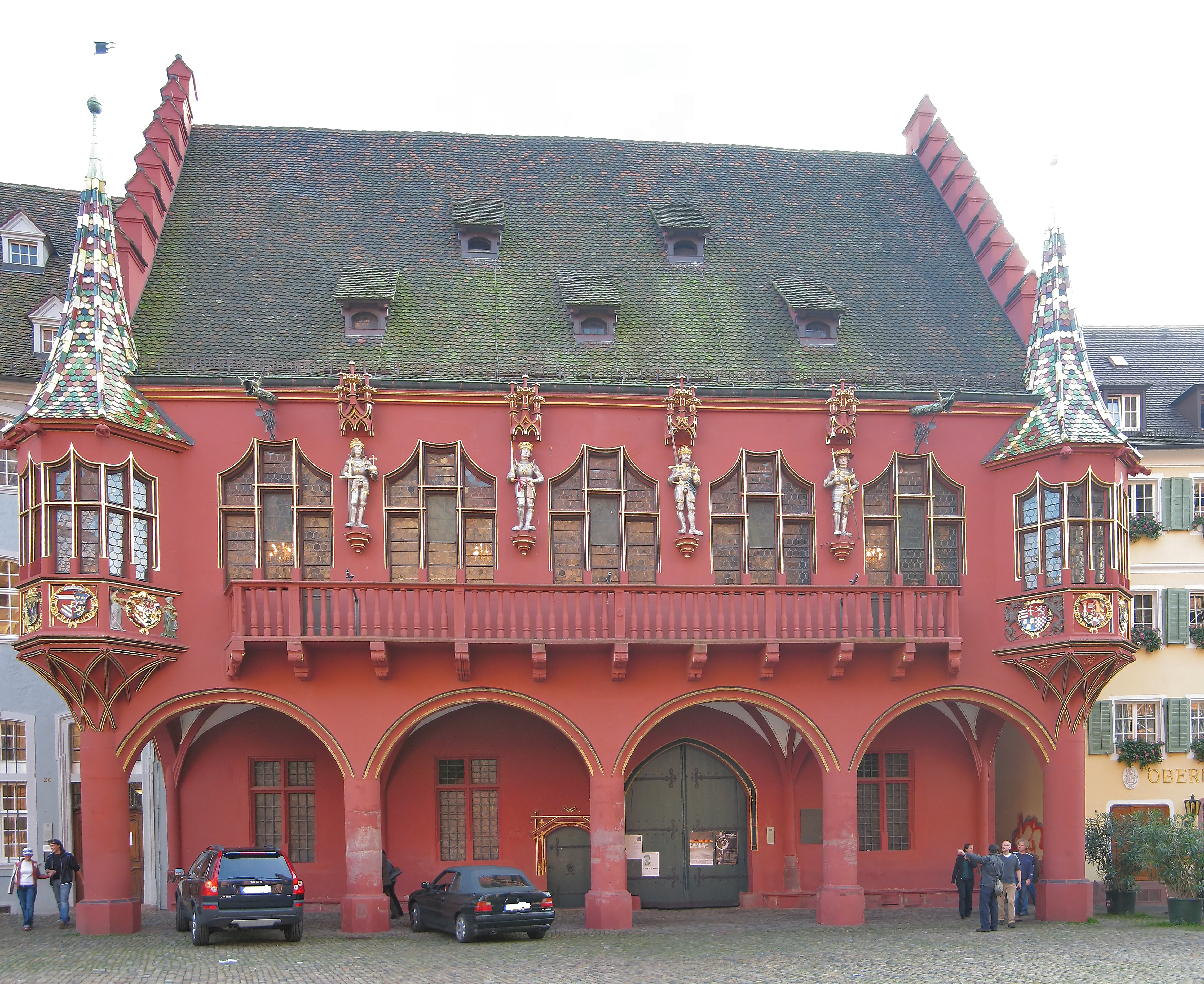

历史商人大厅（德語：Historisches Kaufhaus）是德国弗赖堡最杰出的建筑之一。它坐落在弗赖堡主教座堂周围的主教座堂广场南侧，由于其红色立面相当醒目。

## 历史
弗赖堡的第一座商人大厅始建于14世纪，位于舒斯特街。1520年改建为目前的形式，完成于1532年。
在以后的岁月里，商人大厅进行了多次改建。

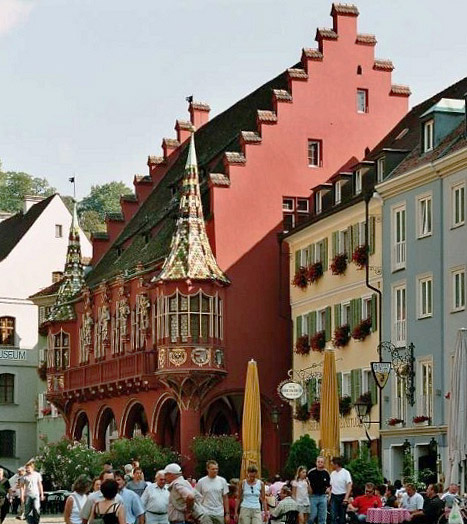
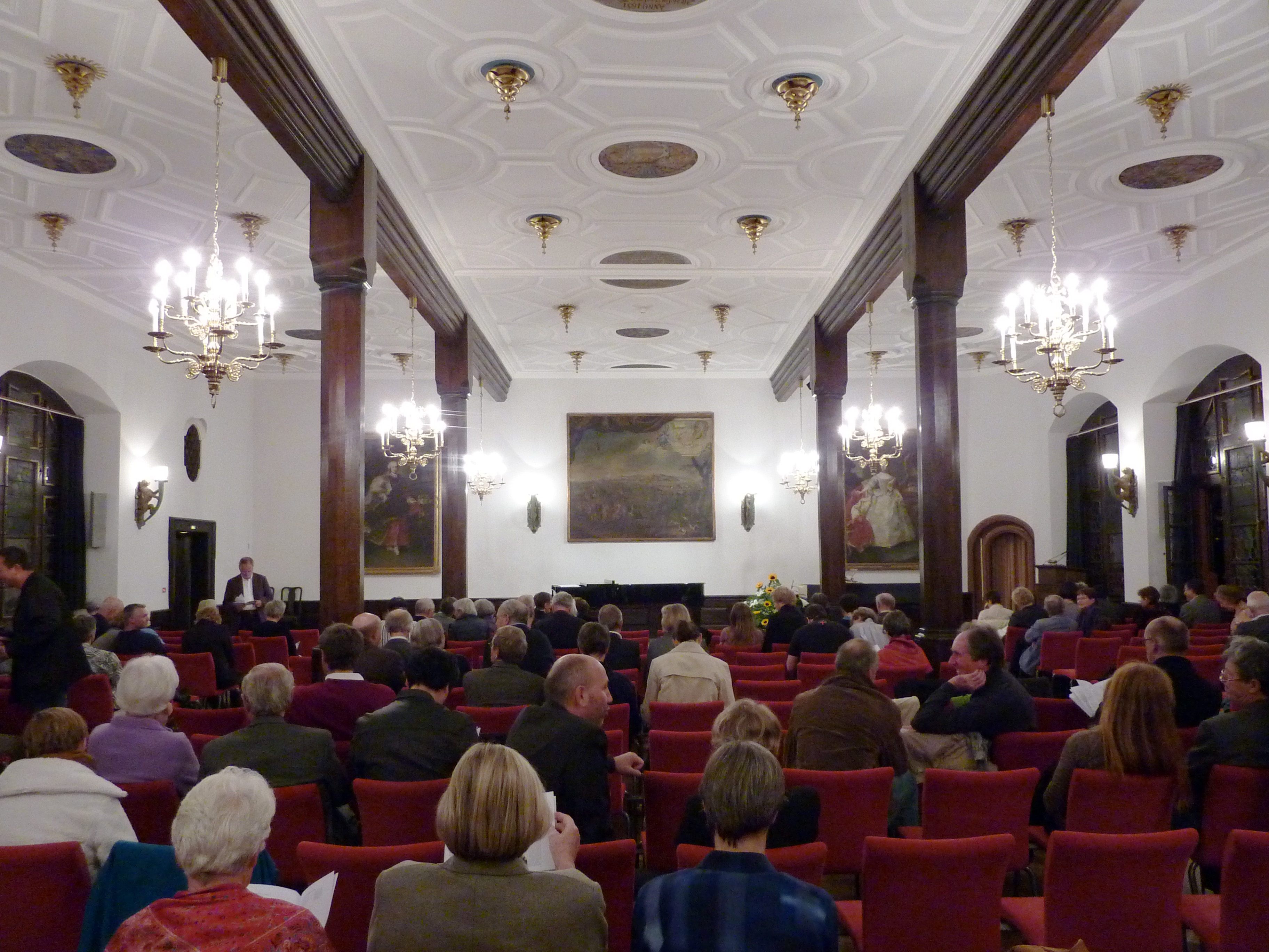
Philip I. of Castile
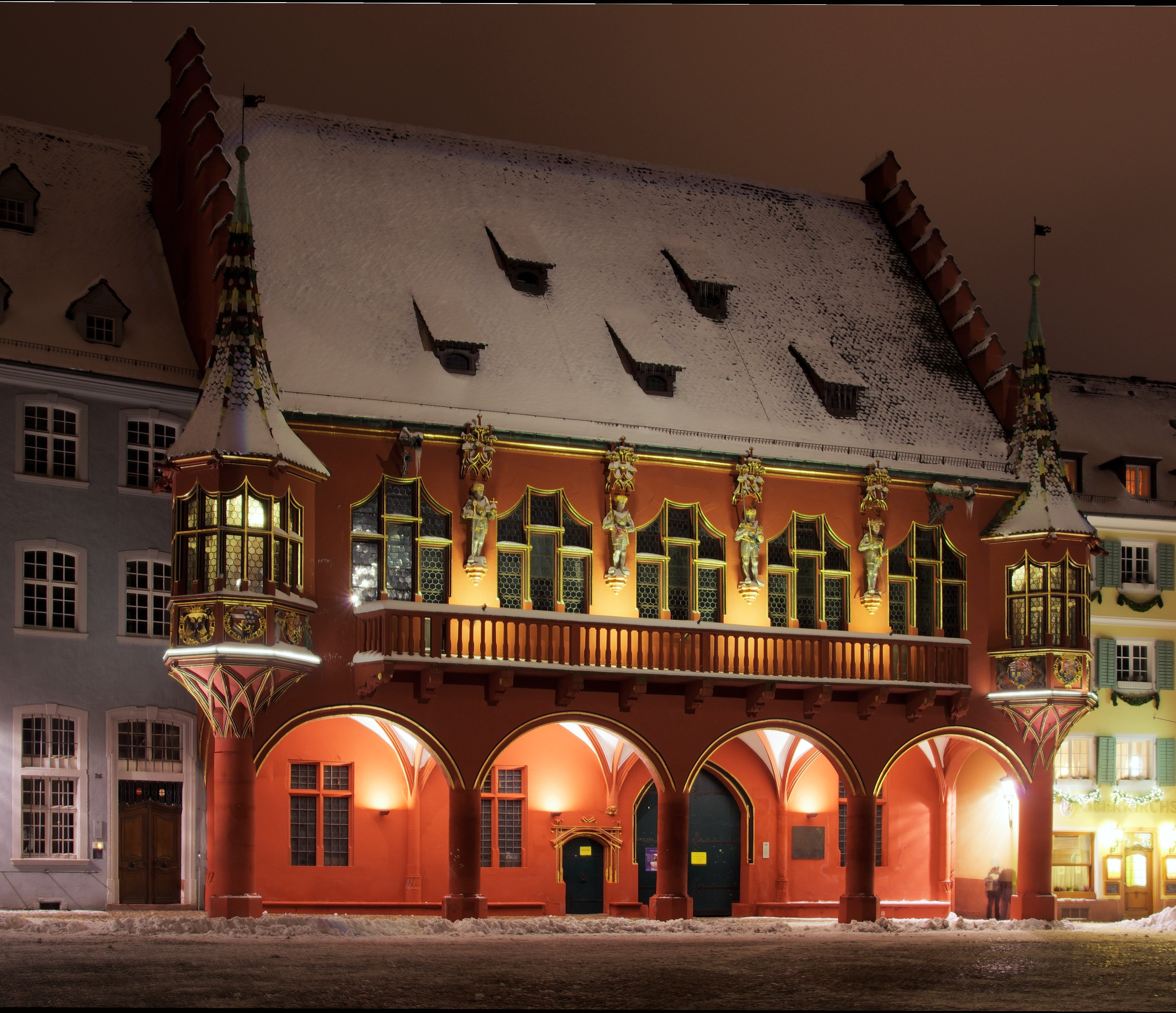
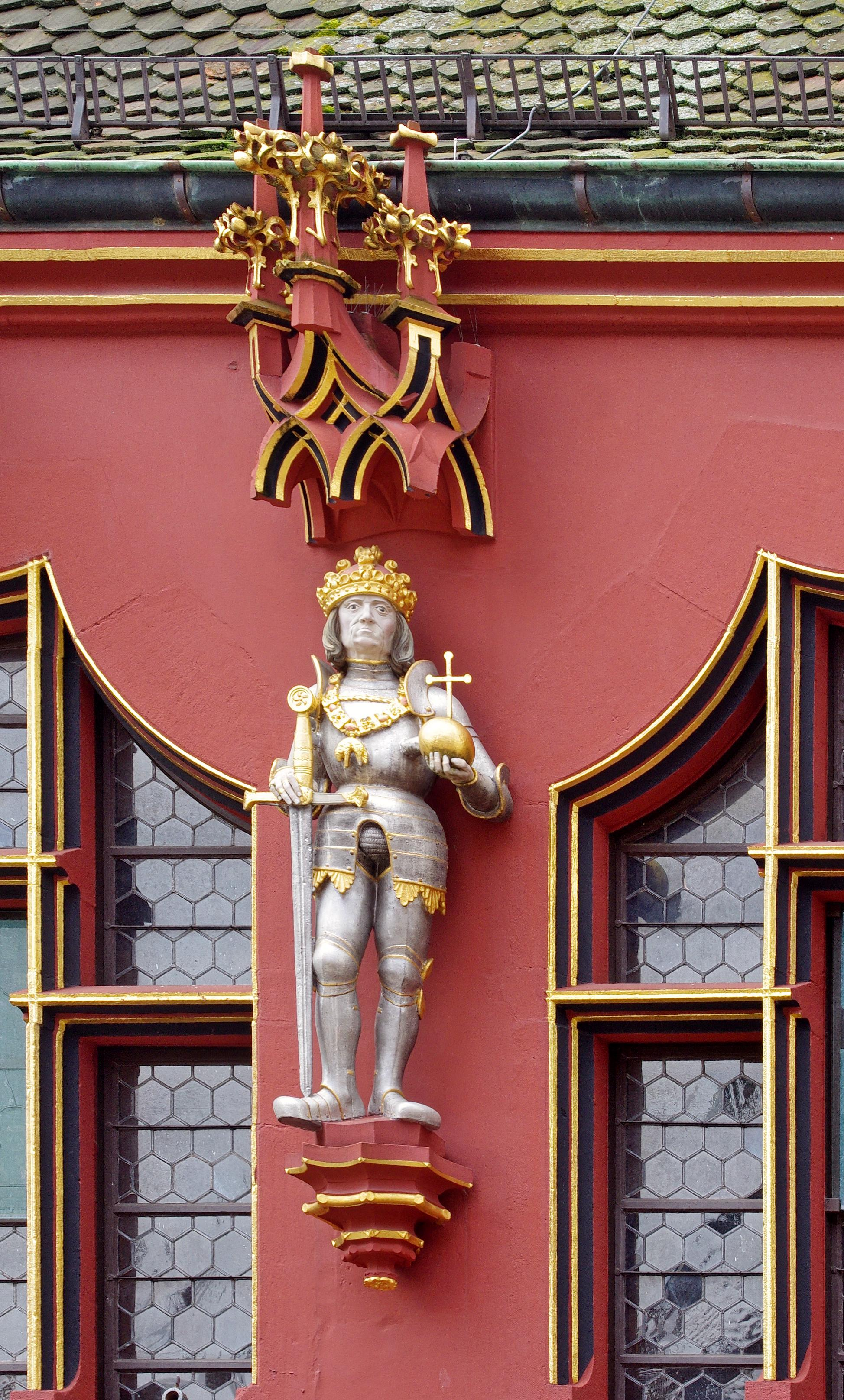
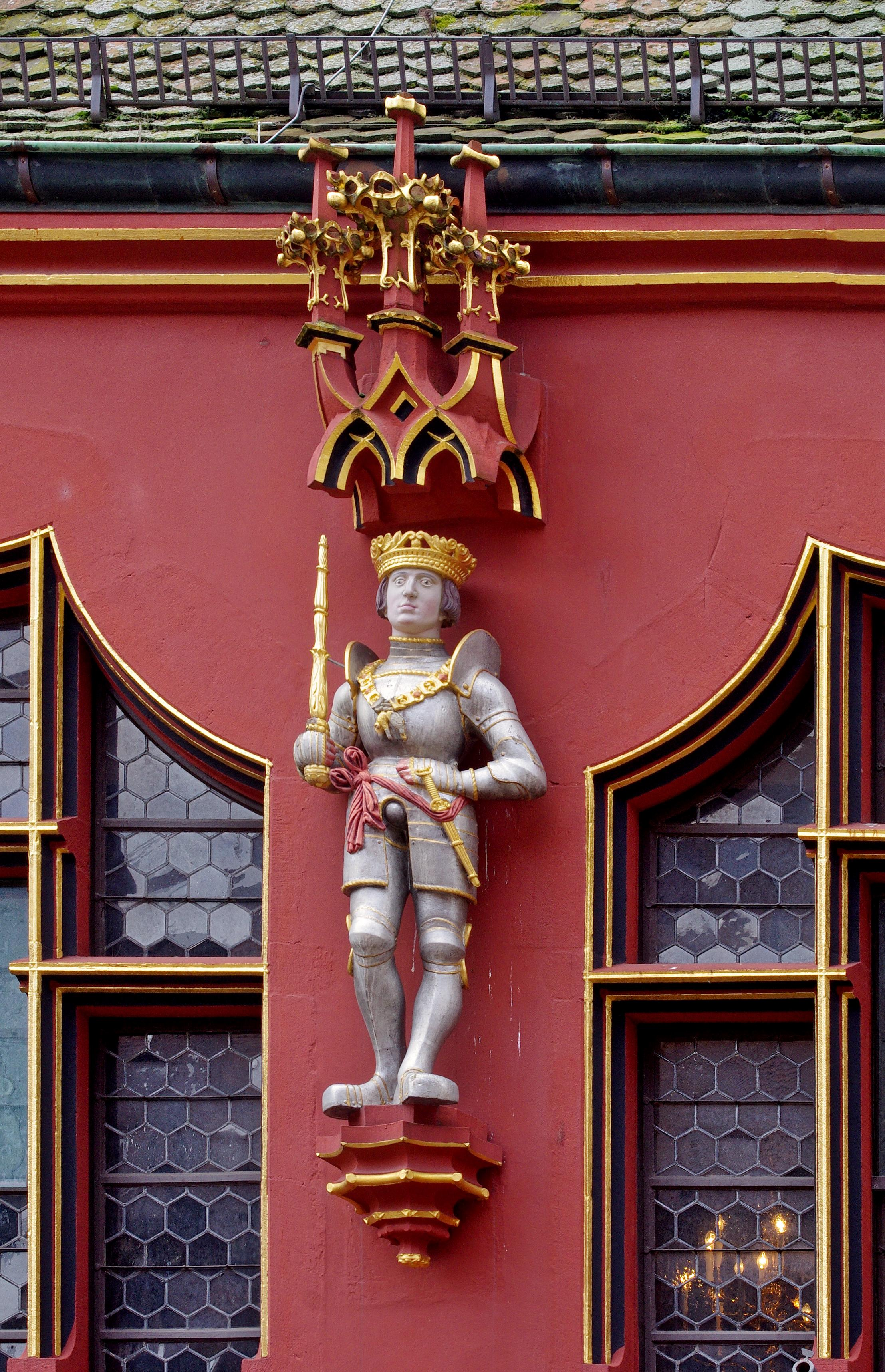
Philip I. of Castile
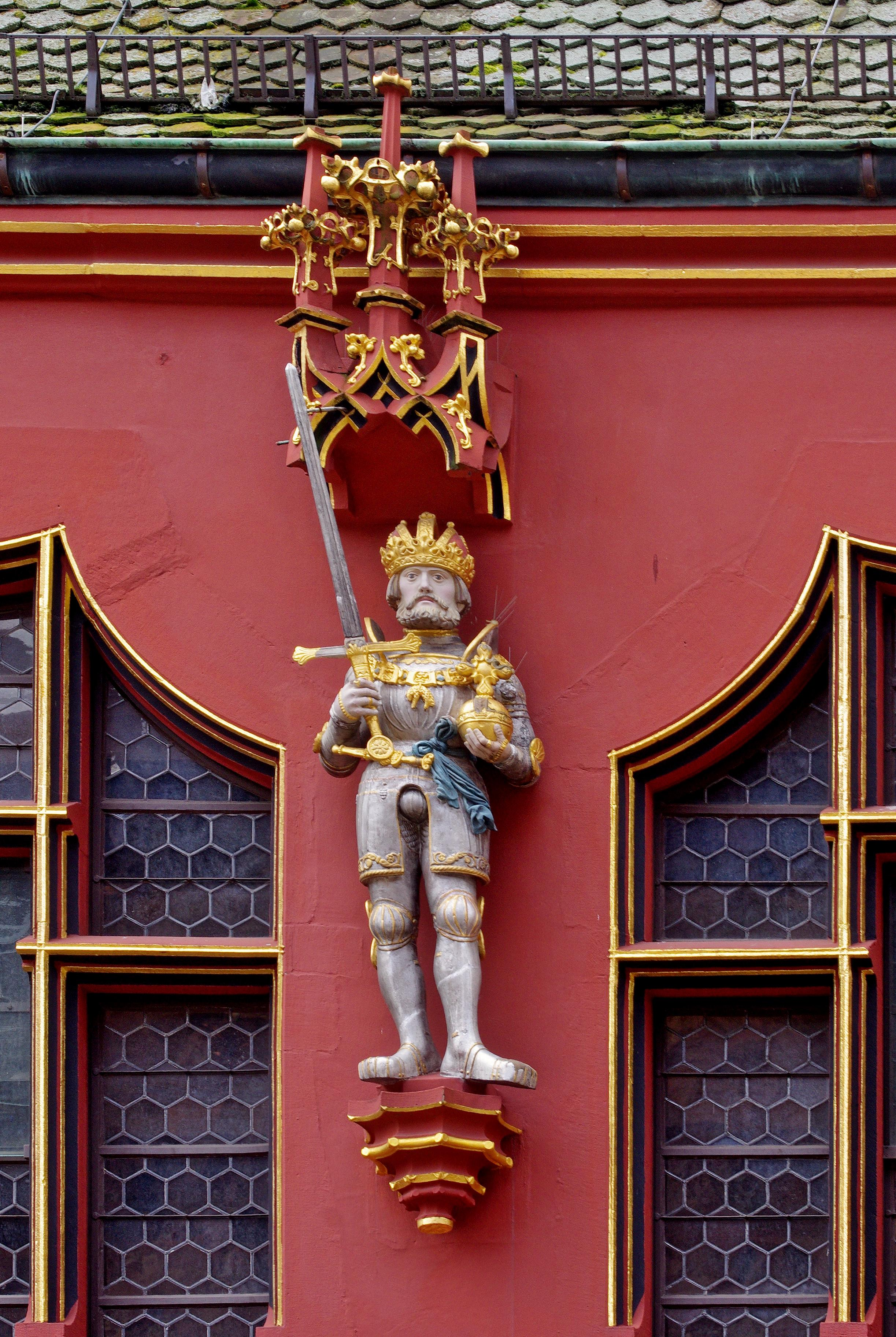
Chales V.
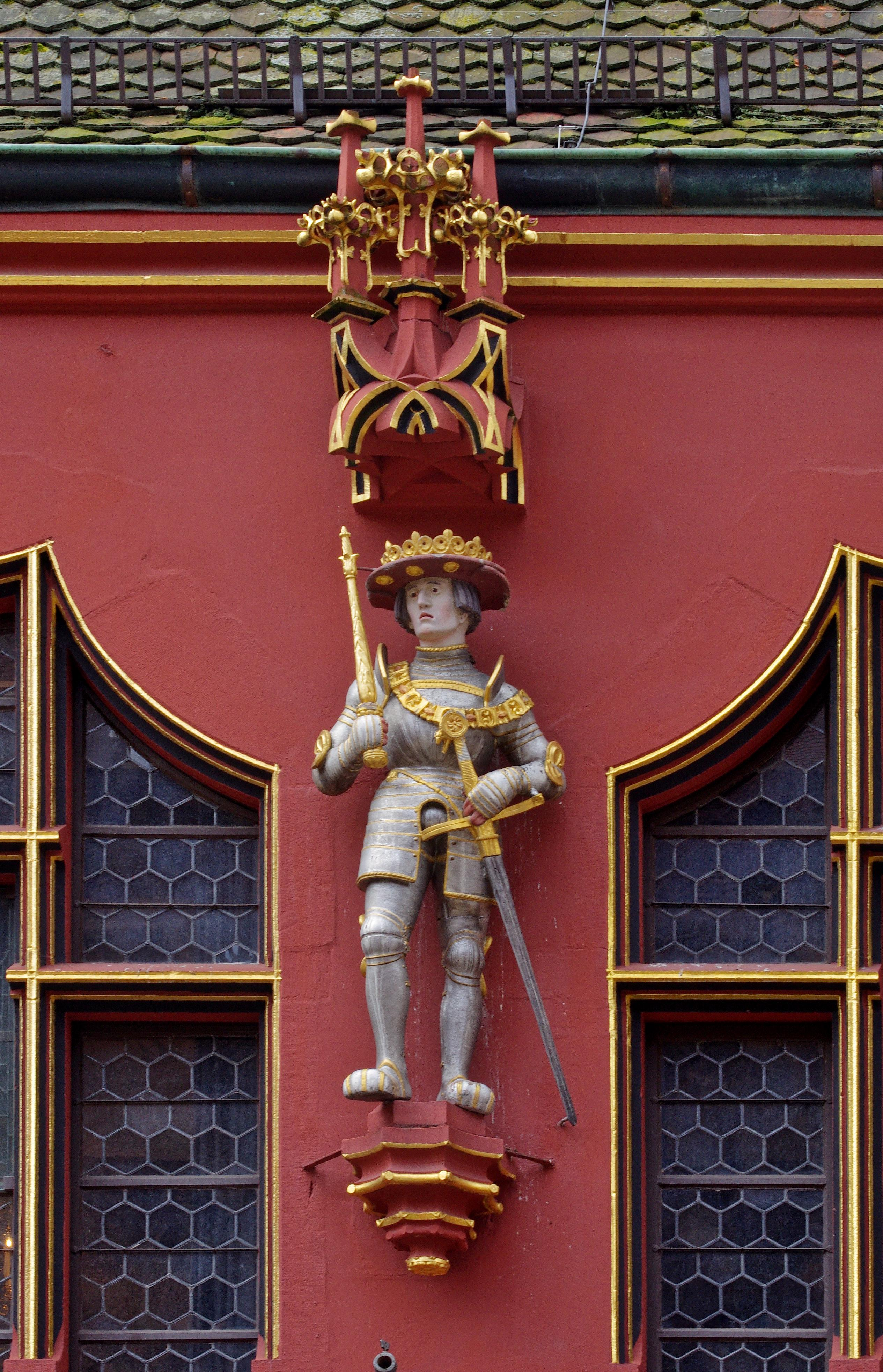
Ferdinand I.

最显著房间是皇帝大厅（Kaisersaal），可容纳350人，得名于德国皇帝威廉一世，他在1876年参加胜利纪念碑揭幕典礼时在此就餐。